# Ramón Grau San Martín
Ramón Grau San Martín (La Palma, Pinar del Río, 13 de setembro de 1887 – Havana, 28 de julho de 1969) foi um médico fisiologista e presidente de Cuba por duas vezes (entre 1933 e 1934 e entre 1944 e 1948).

## Revolução de 1933
Após a Revolução Cubana de 1933, Grau tornou-se inicialmente um dos cinco membros do governo de Pentarquia de 1933 (5 a 10 de setembro de 1933). Posteriormente, em 9 de setembro de 1933, membros do Directorio Estudiantil Universitario reuniram-se no Salão dos Espelhos do Palácio de los Capitanes Generales e, após intenso debate entre vários candidatos propostos, ficou acordado que Ramón Grau seria o próximo presidente. A presidência de Grau ficou conhecida como Governo dos Cem Dias e terminou em 15 de janeiro de 1934.

## Membros do gabinete
Carlos E. Finlay para o Secretário de Saúde, Antonio Guiteras Holmes para o Secretário de Governo, Ramiro Copablanca para o Secretário da Presidência, Germán Álvarez Fuentes para o Secretário de Agricultura, Joaquin del Rio Balamaseda para o Secretário de Justiça, Julio Aguado para o Secretário de Guerra e Marinha, Gustavo Moreno para o Secretário de Obras Públicas e Manuel Marquez Sterling para o Secretário de Estado.

## Governo dos Cem Dias
O governo dos Cem Dias foi em parte uma mistura de indivíduos reformistas e moderados, como Grau, e radicais, incluindo Antonio Guiteras Holmes. O governo dos Cem Dias é lembrado principalmente por reformas de esquerda ou progressistas, como o estabelecimento da jornada de trabalho de 8 horas de acordo com o decreto presidencial de Grau no. 1693, aumento do salário mínimo, nacionalização da Cuban Electric Company, concessão de autonomia à Universidade de Havana, a exigência de que os empregadores contratem pelo menos 50 por cento dos trabalhadores cubanos nascidos, um salário mínimo para o corte da cana-de-açúcar, a criação de um Departamento de Trabalho, a arbitragem obrigatória de disputas trabalhistas, a suspensão do empréstimo Chase (tomado durante o mandato de Machado), a concessão de uma cota ilimitada de açúcar (Zafra Libre) a pequenos engenhos de até 60 000 sacas, a redução das tarifas de energia elétrica e o início de um programa de reforma agrária e autorização para cunhagem de US$ 20 milhões em prata.
Apesar da agenda progressista do governo, o governo enfrentou lutas de poder político significativas. Por um lado, não foi reconhecido pelo governo dos Estados Unidos, por outro ainda havia outros grupos, especialmente membros de partidos tradicionais, como os partidos Liberal, Conservador e União Nacionalista, bem como o ABC, que ou não apoiavam o governo de Grau ou queriam um administração mais inclusiva. Por fim, enquanto o Chefe do Estado-Maior do Exército, Fulgencio Batista, nominalmente cedia o poder do Exército ao novo governo, na realidade Batista estava conversando, fazendo negócios à porta com Sumner Welles e outros grupos políticos.
Eventualmente Batista forçaria a renúncia de Grau em 15 de janeiro de 1934. Grau, no entanto, ainda manteve um poder significativo durante o início de sua presidência e em uma ocasião vários membros graduados do gabinete de Grau, bem como alunos do Diretório Estudiantil Universitario, queriam Batista removido ou assassinado. Em parte, isso ocorreu porque Batista estava mantendo conversações com Sumner Welles, outros membros da oposição cubana, a respeito de uma possível mudança de governo sem o conhecimento ou a sanção pública do governo de Grau. Além das lutas políticas, do péssimo estado da economia devido à Depressão dos anos 1930 e da enorme dívida deixada pelo governo Machado, havia também a questão dos oficiais do Exército se reagrupando e montando acampamento no Hotel Nacional de Cuba. Após negociações fracassadas entre oficiais do Exército e o governo de Grau, esse impasse acabaria por fim com a Batalha do Hotel Nacional de Cuba em 2 de outubro de 1933.
Em 1934 Grau fundou o Partido Auténtico. Sua sobrinha, Pola Grau Alsina (1915–2000), foi primeira-dama de Cuba durante sua primeira presidência.

## Constituição de 1940
Grau foi fundamental para a aprovação da Constituição de Cuba de 1940. Durante grande parte da Convenção Constitucional, ele serviu como presidente (mesmo depois que sua coalizão foi empurrada para a minoria após a deserção de um dos partidos que a formaram). Ele viria a ser substituído por Carlos Márquez Sterling.
Em 1940, Grau concorreu às eleições presidenciais e perdeu para Fulgencio Batista. A maioria dos observadores independentes da época qualificou a eleição de 1940 como eleições livres e justas.

## Eleição de 1944
Em 1944 Grau ganhou o voto popular nas eleições presidenciais, derrotando Carlos Saladrigas Zayas, o sucessor escolhido a dedo de Batista, e serviu até 1948. Apesar de sua popularidade inicial em 1933, acusações de corrupção mancharam a imagem de seu governo e um número considerável de cubanos começou a desconfiar dele.

Ao assumir a presidência, Grau foi forçado a resolver muitos problemas financeiros deixados por seu antecessor, Batista. Em um despacho de 17 de julho de 1944 ao Secretário de Estado dos Estados Unidos, o Embaixador Spruille Braden afirmou:
Está se tornando cada vez mais evidente que o presidente Batista pretende frustrar o próximo governo de todas as maneiras possíveis, principalmente financeiramente. Uma incursão sistemática ao Tesouro está em pleno andamento com o resultado de que o Dr. Grau provavelmente encontrará cofres vazios quando assumir o cargo em 10 de outubro. É flagrante que o presidente Batista deseja que o Dr. Grau San Martin assuma obrigações que com justiça e o patrimônio deve ser uma questão de liquidação pela presente Administração. 
Em 1947, Cuba foi o único país ocidental a votar contra a criação de Israel.
Depois de entregar a presidência a seu protegido, Carlos Prío, em 1948, Grau virtualmente se retirou da vida pública. Ele emergiu novamente em 1952 para se opor ao golpe de Estado de Batista. Grau concorreu à presidência nas eleições patrocinadas por Batista em 1954 e 1958, mas desistiu pouco antes de cada dia de eleição, alegando fraude governamental. Ele morreu lá em 28 de julho de 1969.